# سیارک ۲۸۹۰

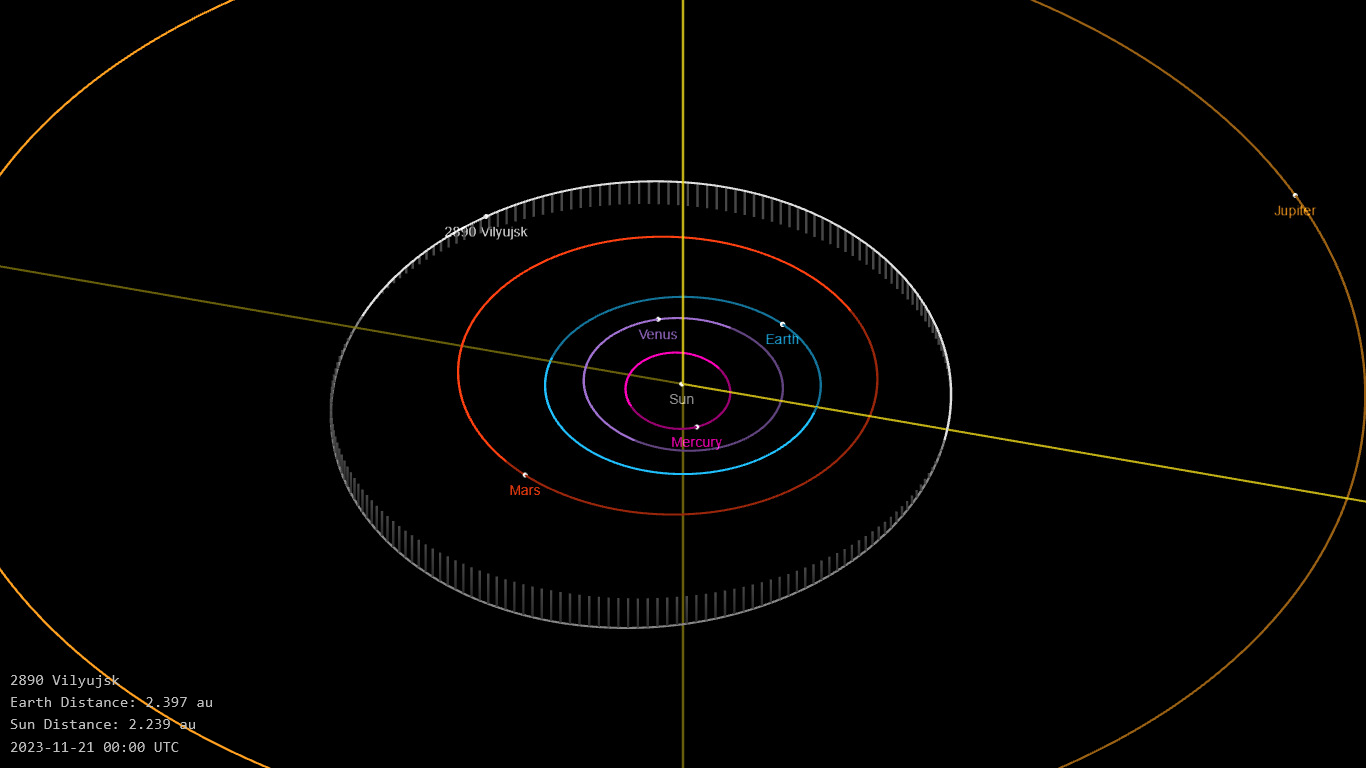
نمایی از محل قرارگیری سیارک در مدار ۲۸۹۰ – ۲۰۲۳

سیارک ۲۸۹۰ (به انگلیسی: 2890 Vilyujsk، نامگذاری:1978SY7) دو هزار و هشتصد و نودمین سیارک کشف شده‌است که در ۲۶ سپتامبر ۱۹۷۸ کشف شد.
قدر مطلق سیارک برابر ۱۲٫۹۰ است.